# ایرانیان اسرائیل

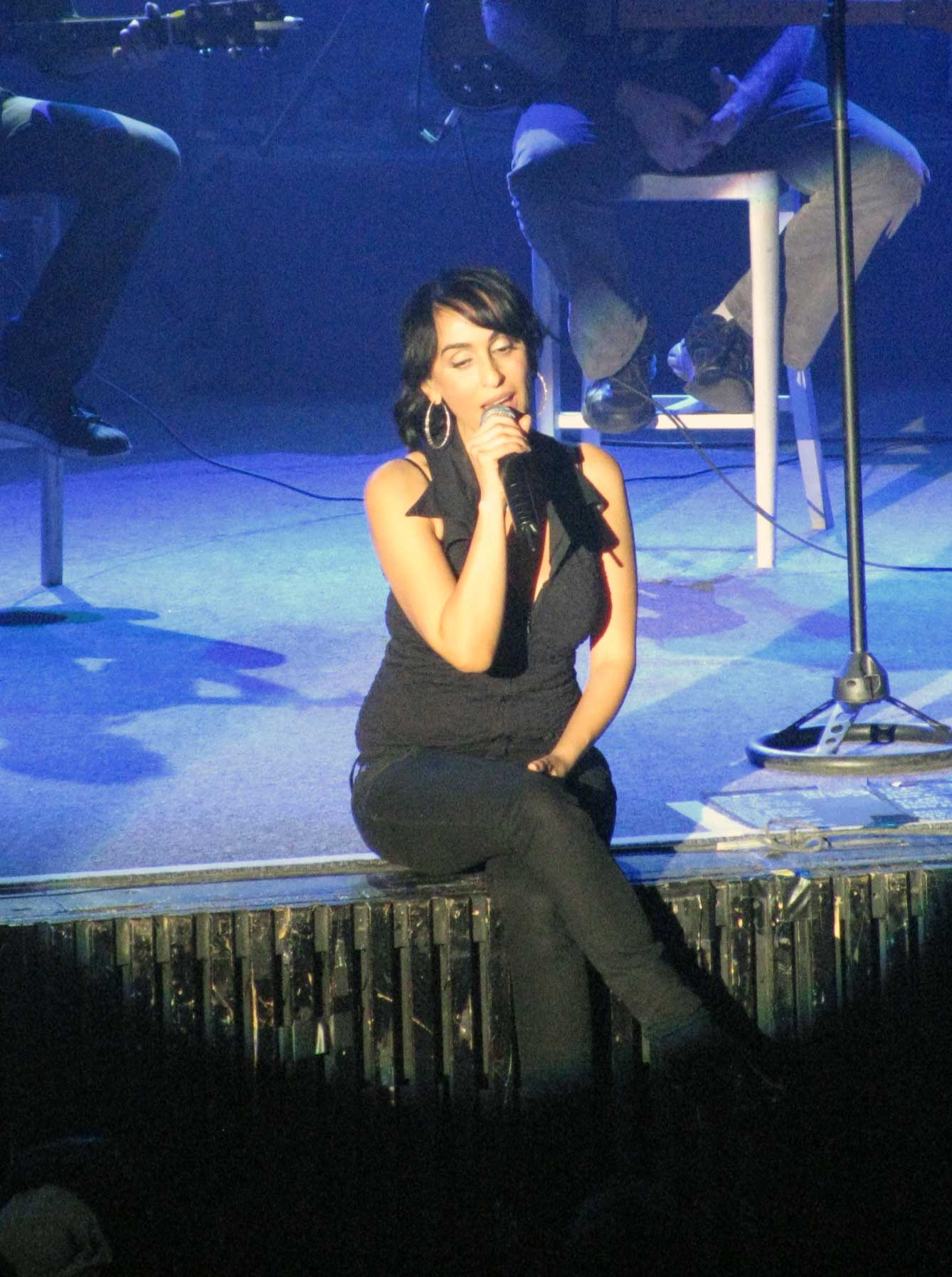
ریتا جهان‌فروز خواننده ایرانی‌تبار در اسرائیل

ایرانیان در اسرائیل جمعیتی ۲۵۰ هزار نفری را تشکیل می‌دهند. بسیاری از ایرانیان یهودی مقیم اسرائیل بعد از انقلاب ۱۳۵۷ ایران به این کشور مهاجرت کردند و بیشترشان متولد اسرائیل‌اند.

## تاریخچه
نخستین مهاجران یهودی ایرانی که در اسرائیل ساکن شدند شیرازی‌هایی بودند که در سال ۱۱۹۵ خورشیدی ایران را ترک و در کاروانی ابتدا به بندر بوشهر و سپس بغداد و دمشق سفر کردند و افرادی که از سفر جان سالم به‌در بردند در دو شهر تزفت و بیت‌القدس مستقر و هسته جامعه ایرانیان یهودی را در این شهرها تشکیل دادند.
۲۸۰ تبعهٔ مسلمان ایرانی در جریان جنگ استقلال اسرائیل از سرزمین فلسطین گریخته بودند و تنها ۱۶۰ نفر اجازهٔ بازگشت پیدا کرده بودند، اتفاقی که باعث نگرانی و اعتراض دولت ایران شد.
پس از تشکیل کشور اسرائیل، مهاجرت یهودیان ایران رشد فزاینده‌ای یافت. در سال ۱۳۳۷ نزدیک به ۳۰۰۰۰ یهودی تحت عملیات کوروش به این کشور کوچیدند. افزون بر این، ۱۰۰۰۰ تا ۱۵۰۰۰ یهودی ایرانی به دنبال انقلاب ۵۷ و وحشت از نظام حکومتی جدید مستقیماً به اسرائیل مهاجرت کردند. بیشتر مهاجران یهودی که اکثرشان سنت‌گرا و مذهبی بودند تحت تأثیر تبلیغات ضد اسرائیلی در داخل ایران، که اسرائیل را کشوری ضد مذهب و کافر نشان می‌داد، در ابتدا کشور آمریکا را به‌عنوان مقصد مهاجرت‌شان برگزیدند. اکنون شمار مهاجرین ایرانی از زمان تشکیل اسرائیل به ۱۷۰۰۰۰ نفر رسیده‌است.
در دههٔ ۱۳۳۰، اسرائیل با ایرانیان یهودی مشابه دیگر یهودیان خاورمیانه و شمال آفریقا رفتار می‌کرد. اسرائیل به تشویق یهودی‌های ایرانی باقیمانده در وطن‌شان (که بنا به برخی تخمین‌ها شمارشان کمتر از ۹٬۰۰۰ نفر است) به کوچ ادامه می‌دهد. در سال ۲۰۰۷ میلادی برای تشویق به مهاجرت، به یهودیان ایران مشوق‌های مالی پیشنهاد شد. ایرانیان یهودی در صورت مهاجرت از ایران به اسرائیل از مزایای زیادی از جمله کمک بلاعوض برخوردار می‌شوند که مبلغ آن از سوی یهودیان مقیم ایالات متحده آمریکا تأمین می‌شود. ایرانیان مقیم اسرائیل می‌توانند از طریق گرفتن مجوز از سفارت ایران در ترکیه به ایران سفر کنند. گروه‌های خیریه مسیحی نیز به یهودیان ایرانی که می‌خواهند به اسرائیل مهاجرت کنند کمک مالی می‌کند. اسرائیلی‌هایی که از تبار ایرانی هستند مزراحی دانسته می‌شوند.